# Pirata zavattarii
Pirata zavattarii là một loài nhện trong họ Lycosidae.
Loài này thuộc chi Pirata. Pirata zavattarii được Lodovico di Caporiacco miêu tả năm 1941.